# Möllensen
Möllensen ist ein Ortsteil der niedersächsischen Gemeinde Sibbesse mit rund 120 Einwohnern. Er liegt südlich des Hildesheimer Waldes.

## Geschichte
Einst bestimmte die Landwirtschaft das Leben, doch sind nur noch zwei Höfe im Ort aktiv. Die Einwohner Möllensens pflegen die Dorfgemeinschaft bei vielen regional bekannten Veranstaltungen, wie dem Osterfeuer, dem Maifeiertag, dem Seifenkistenrennen am Himmelfahrtstag und dem Kürbisfest.
Erstmals urkundliche Erwähnung fand der Ort als „Molem“ und „Molinhus“ im Jahre 1227 als Filiale der Kirche in Eberholzen. Teile der Marienkirche in Möllensen sollen aus dieser Zeit stammen. Es ist anzunehmen, dass sich ein Herr „Molem“ an dieser wasserreichen Stelle mit seinem guten Boden niederließ.
An Pfingsten im Jahre 1783 hatte ein Unwetter mit schweren Hagelschauern verheerende Auswirkungen auf Ortschaften und Ländereien am Südhang des Hildesheimer Waldes. Im Gedenken an die vielen Opfer wird in Möllensen und weiteren Ortschaften auch in unserer Zeit noch die „Hagelfeier“ (um die Pfingsttage herum) abgehalten.
Zu Beginn des 20. Jahrhunderts zählte Möllensen 115 Einwohner. 1901 wurde der Abschnitt Bodenburg–Gronau der eingleisigen Bahnstrecke Elze–Bodenburg eingeweiht, der im Süden unmittelbar an Möllensen vorbeiführte. Möllensen erhielt jedoch keinen Bahnhof oder Haltepunkt, da der Bahnhof im benachbarten Hönze nur rund einen Kilometer entfernt lag.
Berühmtester zeitweiliger Bewohner Möllensens ist der „Solling-Dichter“ und Heimatforscher Heinrich Sohnrey, der von 1886 bis 1889 an der hiesigen Schule wirkte und das Buch „Der Bruderhof“ schrieb. Das Schulgebäude ist gut erhalten und wird als Wohnhaus genutzt. An ihn erinnert eine Gedenktafel über dem Eingang. In Möllensen stand auch der Bruderhof, von dem sich Sohnrey zu seinem gleichnamigen Buch inspirieren ließ. Der Hof fiel in den 1980er Jahren einem Brand zum Opfer.
Am 1. März 1974 wurde Möllensen nach Sibbesse eingemeindet.

## Politik

### Ortsrat und Ortsbürgermeister
Möllensen wird auf kommunaler Ebene vom Ortsrat aus Sibbesse vertreten.

### Wappen
Der Entwurf des Kommunalwappens der ehemals selbstständigen Gemeinde Möllensen stammt von dem Heraldiker und Wappenmaler Gustav Völker, der sämtliche Wappen in der Region Hannover entworfen hat. Der Gemeinde wurde das Ortswappen am 4. Juni 1938 durch den Oberpräsidenten der Provinz Hannover verliehen. Der Landrat aus Alfeld überreichte es am 6. Januar 1939.
| Wappen von Möllensen | Blasonierung: „Im silbernen Schild ein blauer Balken, belegt mit einem von einem goldenen Ring eingefassten achtstrahligen, goldenen Stern (Sonnenrad).“ |
| Wappen von Möllensen | Wappenbegründung: Da die geschichtlichen Überlieferungen des Dorfes Möllensen keinerlei Anknüpfungsmöglichkeiten für die Wappengestaltung boten, wurde auf den reichen Schatz bäuerlicher Symbolik, die gerade im Dorfe Möllensen zahlreich erhalten ist, zurückgegriffen. In vielen Holmen der Bauernhäuser finden wir immer wieder das Sonnenrad in der im Wappen verwandten Form. |

## Sehenswürdigkeiten
- In der Ortsmitte lohnt die evangelische Kirche St. Lucia von 1744 mit ihrem markanten, beschieferten Dachreiter einen Besuch, ein Teil des Baues stammt noch aus dem Mittelalter. Im Innern sind u. a. die Holzdecke vom Ende des 17. Jahrhunderts und der Taufstein von 1603 mit gut erhaltenen Reliefs beachtenswert.[5]
- Vor der Kirche erinnert ein Gedenkstein an das 777-jährige Bestehen des Ortes, das 2004 gefeiert wurde. Auf der Rückseite des Steines ist das Wappen von Möllensen zu sehen.
- Gegenüber der Kirche befindet sich die ehemalige Schule, in der der Heimatforscher und Schriftsteller Heinrich Sohnrey wirkte.

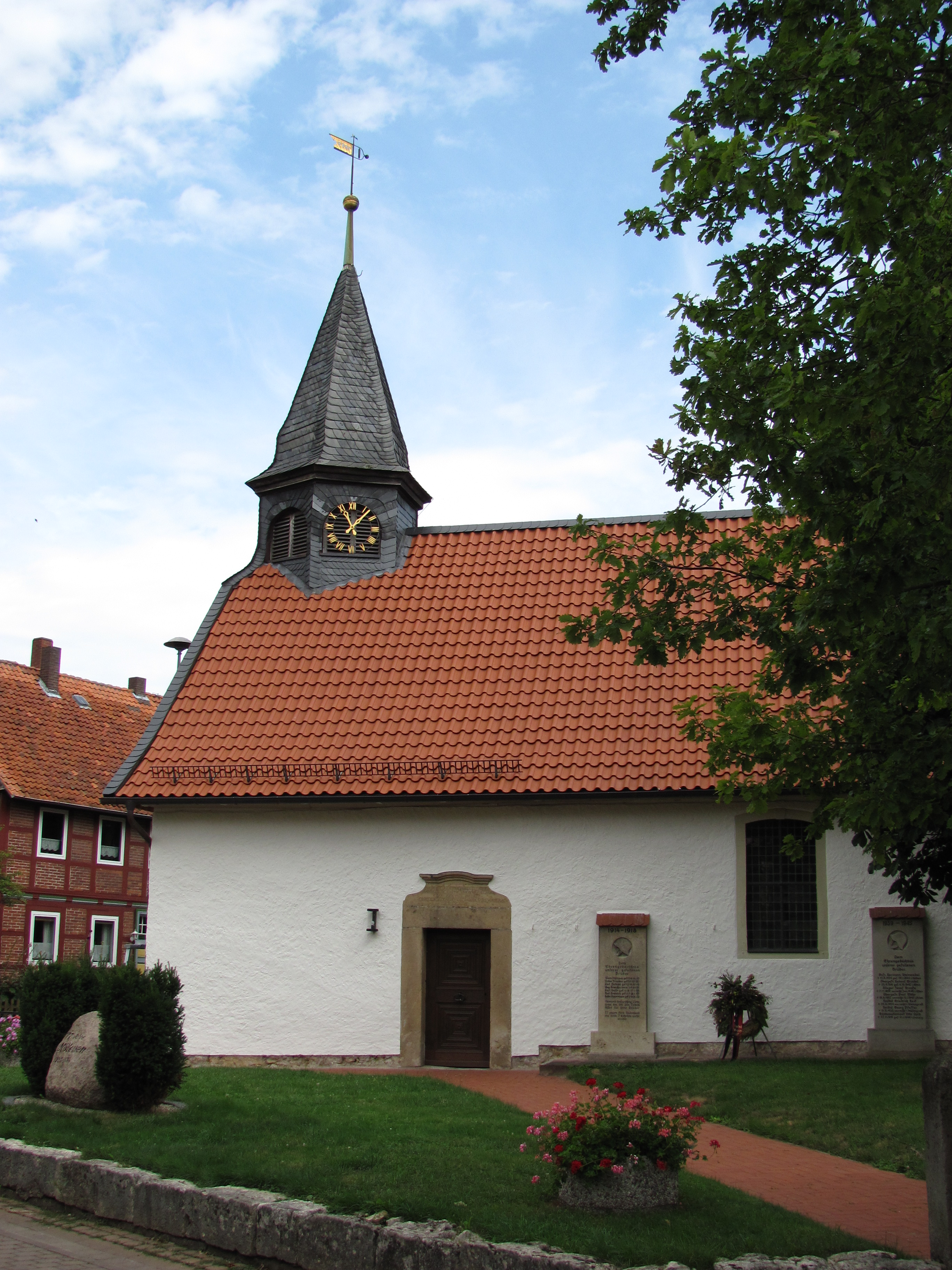
Ev. Kirche
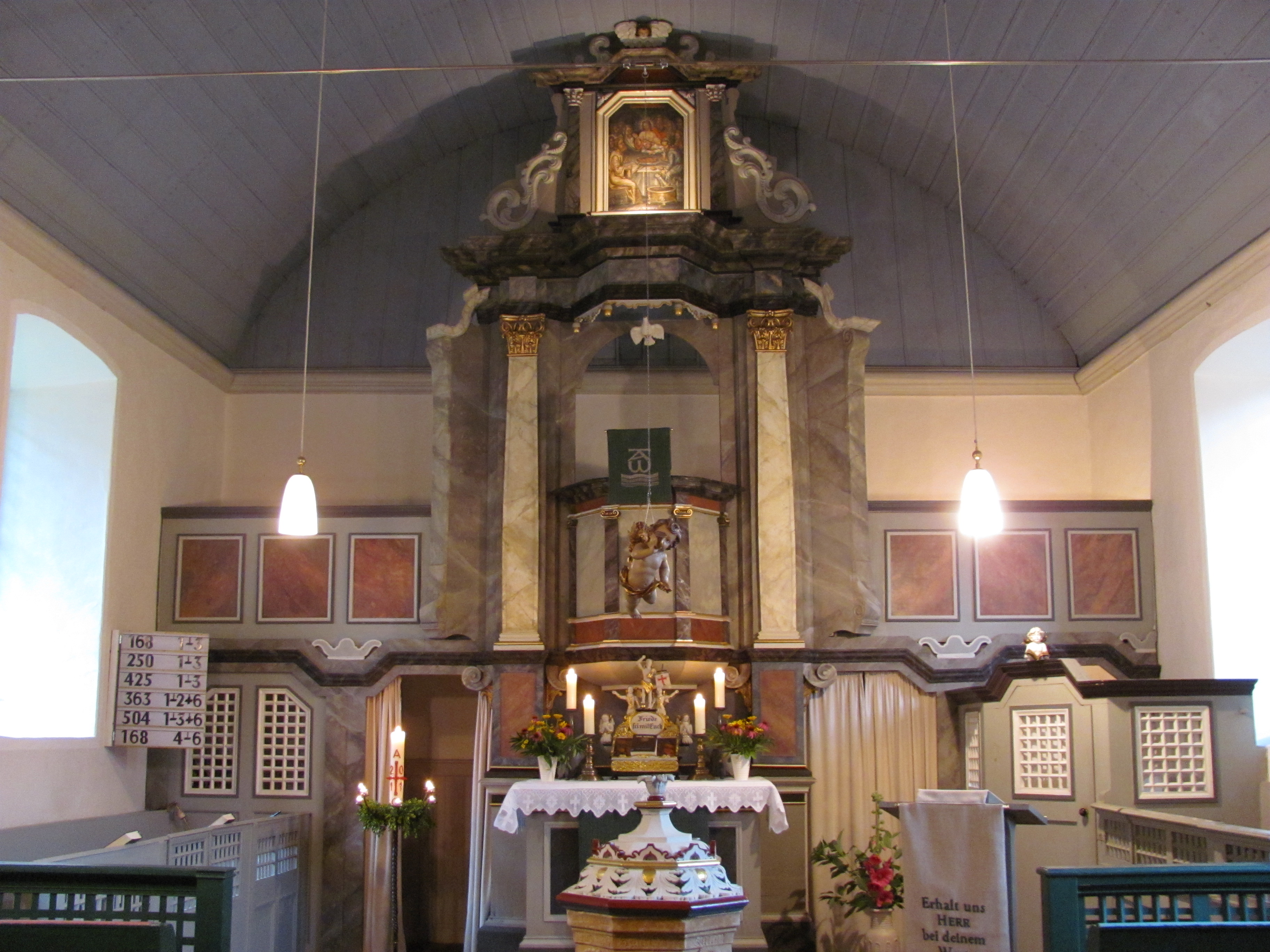
Ev. Kirche
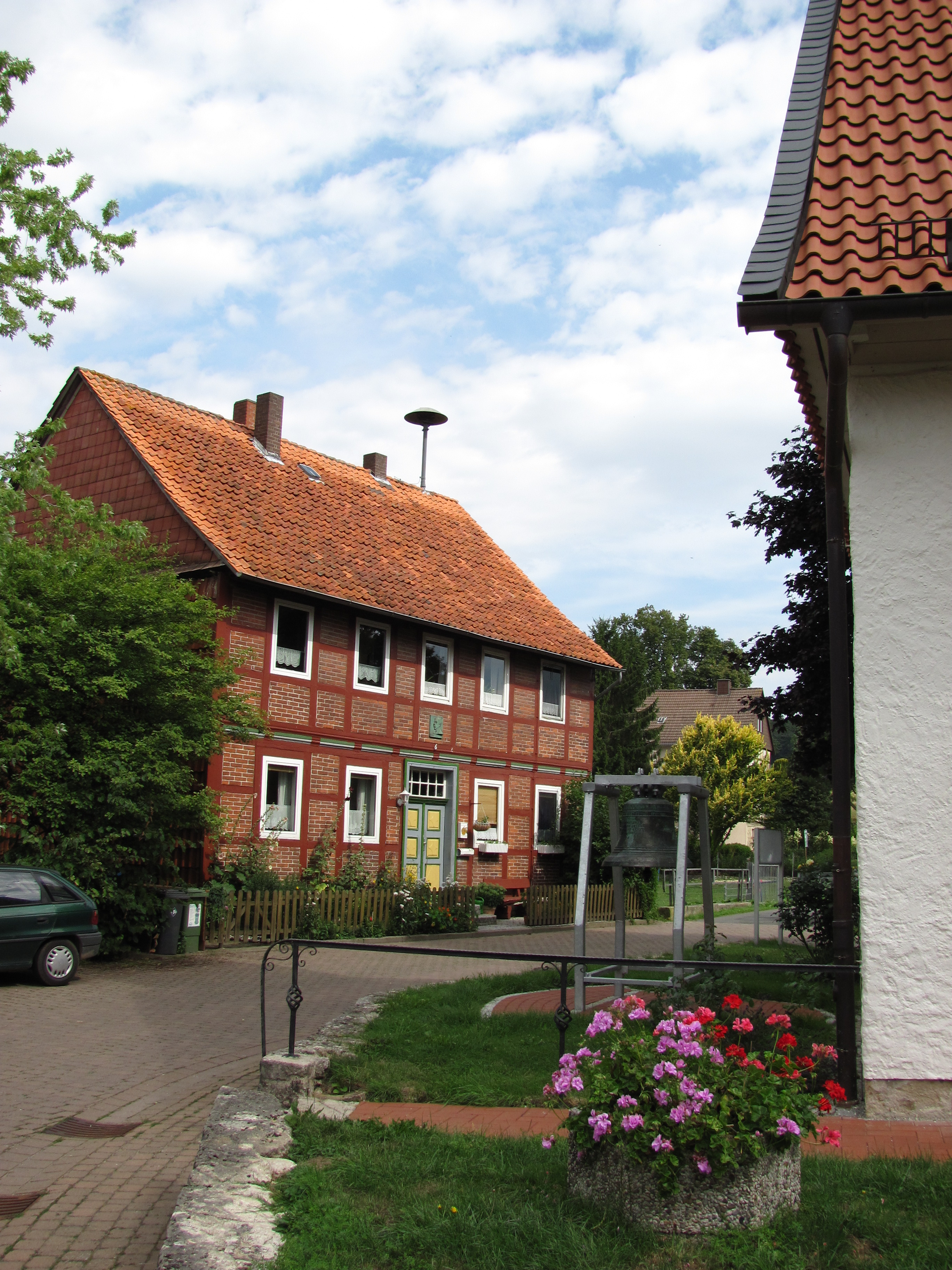
Ehem. Schule
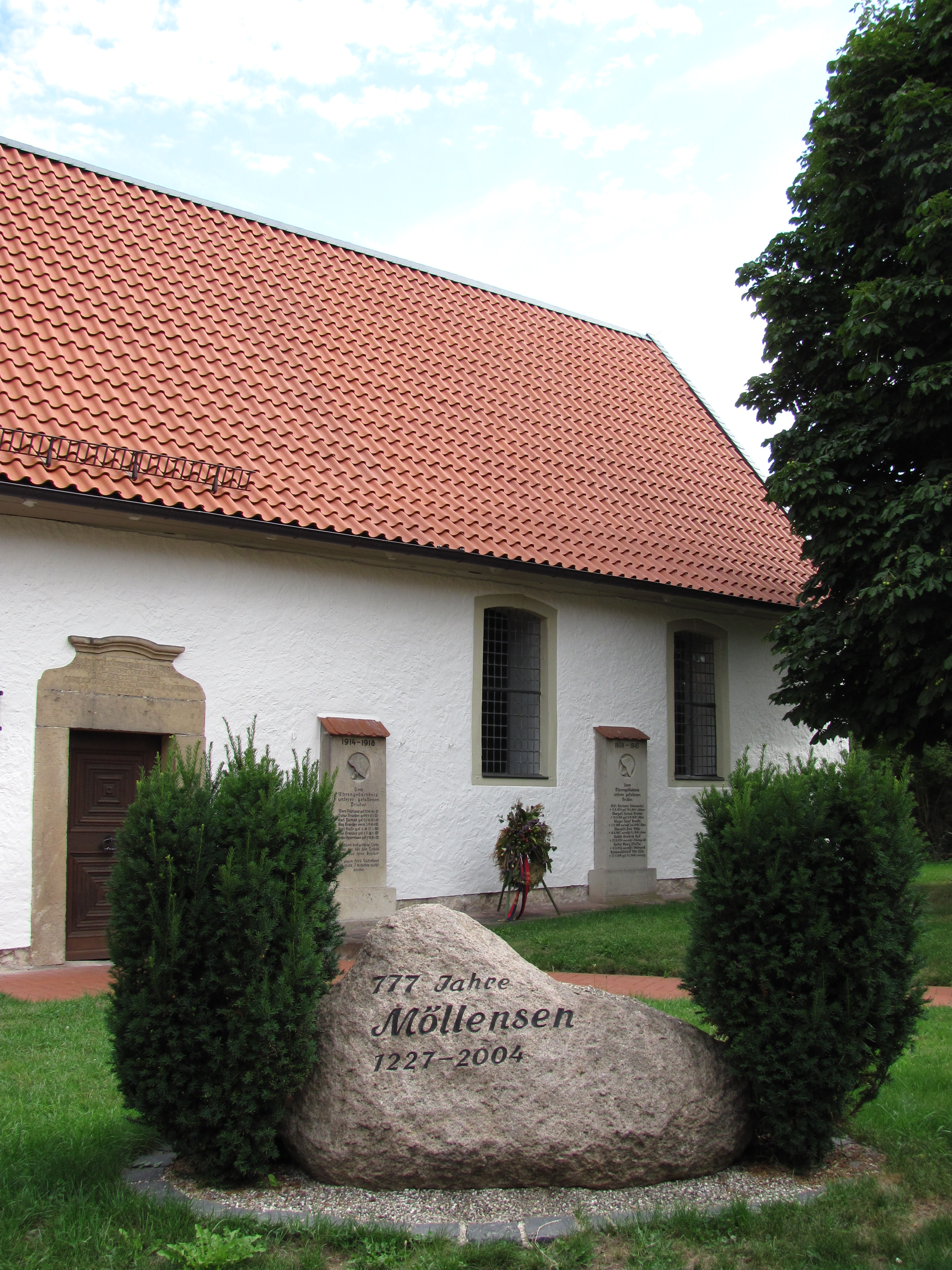
Gedenkstein

## Persönlichkeiten
Personen, die mit dem Ort in Verbindung stehen
- Heinrich Sohnrey (1859–1948), Lehrer (von 1886 bis 1889 in Möllensen), Volksschriftsteller und Publizist